# Mestre Vieira
Mestre Vieira (batizado como: Joaquim de Lima Vieira) (Barcarena, 29 de outubro de 1934 - 2 de fevereiro de 2018), foi um músico e instrumentista brasileiro, criador do gênero musical Guitarrada.
Este estilo tem como marco o disco Lambadas das Quebradas lançado pelo guitarrista em 1978, e foi apresentado, nos anos 90, às novas gerações por Pio Lobato através do seu projeto de pesquisa acadêmica que apresentou ao país a genialidade de Mestre Vieira, Curica e Aldo Sena, três mestres imprescindíveis que influenciaram toda uma geração musical e abriram novos horizontes no cenário paraense e moldando uma perspectiva inédita para esse fascinante gênero. A guitarrada, também chamada lambada instrumental, é um gênero brasileiro de origem paraense, que surgiu na década de 1970, concebido a partir da fusão de possíveis estilos como carimbó, merengue e, choro, onde a guitarra tem uma forte presença, fazendo o papel principal e o solo.
Possui 18 discos gravados. As músicas "Lambada do Rei" (1980, "Lambada das Quebradas" Vol II) e "Lambada Jamaicana" (1982, "Melô da Cabra") são as mais populares.
Integrou de 2003 a 2009 o grupo Mestres da Guitarrada, tendo lançado 2 CD: Mestres da Guitarrada (2004, selo Funtelpa) e Música Magneta (2008, Selo Candeeiro Records). Em 2008 recebeu do Ministério da Cultura a medalha de Ordem do Mérito Cultural pelo relevante serviço prestado à cultura brasileira.
Lançou o DVD Mestre Vieira 50 anos de Guitarrada em 2013. O show ao vivo foi gravado no Theatro da Paz na cidade brasileira de Belém (Pará), e contou com a participação de diversos artistas locais e nacionais.
Vieira faz parte de uma geração de músicos que ousaram transformar os ritmos populares do interior do estado paraense em sucessos radiofônicos, com a inserção de elementos inovadores, músicos como por exemplo: Mestre Verequete, Pinduca e Mestre Cupijó.

## Discografia
Segue a discografia de Vieira e seu conjunto:
- Lambada das Quebradas (1978) / Musicolor - Continental
- Lambada das Quebradas Vol II (1980) / Chantecler - Continental
- Lambada das Quebradas Vol III (1981) / Chantecler -  Continental
- Melo da Cabra (1982) / Chantecler - Continental
- Lambadas e Quebradas - Lima o Guitarreiro do Amazonas (1982) / Continental
- Desafiando (1983) / Musicolor - Continental
- Vieira e seu Conjunto (1984) / Musicolor - Continental
- Vieira e seu Conjunto (1985) / Continental
- Bota fogo nela (1986) / Continental
- Vieira e Seu Conjunto (1987) / Continental
- Melo da Pomba (1989) / Continental
- Lambadas e Cambarás (1990) / RGE
- 40 Graus (1991) / RGE
- A Volta (1998) / RJ Produções
- Lambadão do Vieira (2002)
- Guitarra Magnética (2009) / Na Music
- DVD ao vivo Mestre Vieira 50 anos de Guitarrada (2013) / Três Produções - PA
- Guitarreiro do Mundo (2015) / Na Music
- Mestres da Guitarrada (2004) / Funtelpa
- Música Magneta - Mestres da Guitarrada (2008) / Candeeiro Records